# Bohumil Kubišta

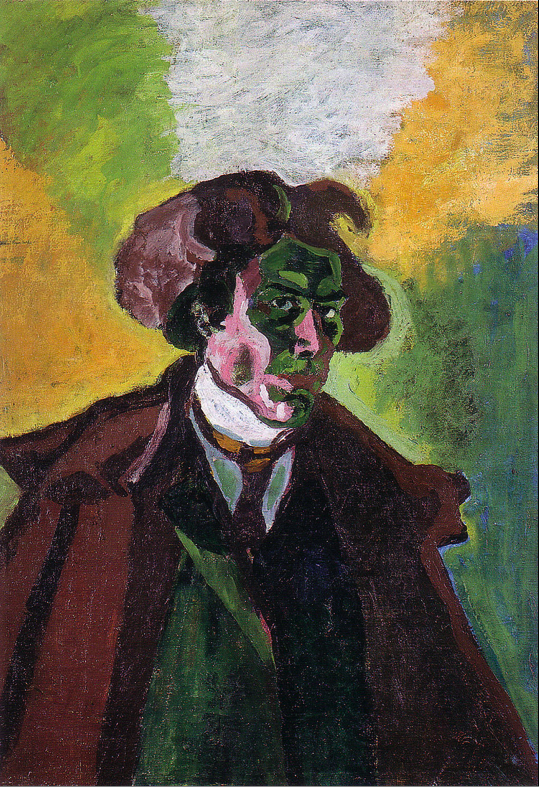
Zelfportret in havelock (Autoportrét v haveloku), 1908, Regional Gallery of Fine Arts, Zlín

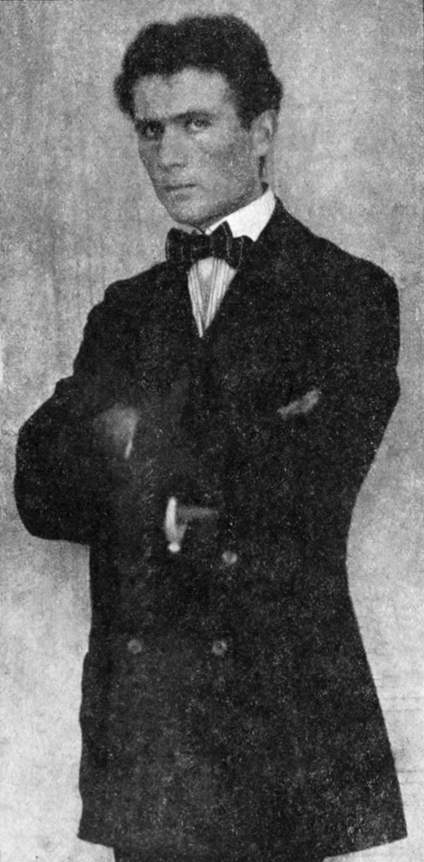
Bohumil Kubišta, 1911

Bohumil Kubišta (Praskačka, 21 augustus 1884 – Praag, 27 november 1918) was een Tsjechische schilder.

## Leven en werk
Kubišta bezocht van 1896 tot 1903 de middelbare school en aansluitend tot 1905 de kunstnijverheidsschool in Praag. Hij nam ook les in het atelier van Vlaho Bukovac, de vertegenwoordiger van de Kroatische jugendstil. Hij studeerde gedurende de jaren 1906 en 1907 in Florence, waarna hij naar Praag terugkeerde. Daar nam hij voor de eerste keer deel aan een expositie en richtte hij met onder anderen Emil Filla, Bedřich Feigl en Max Horb de groepering Osma (De Acht) op. Na een verblijf in Parijs in 1909, waar hij in aanraking kwam met het kubisme, nam hij in 1910 in Praag als onafhankelijke deel aan een tentoonstelling van de groepering Spolek výtvarných umělcû Mánes (SVU Mánes), de XXXI výstava SVU Mánes, Les Indépendants geheten. Aanvankelijk werd Kubišta geïnspireerd door het werk van de schilders Vincent van Gogh en Paul Cézanne, later liet hij zich inspireren door het expressionisme (Edvard Munch), het kubisme (Pablo Picasso en Georges Braque) en het Italiaanse futurisme.
Naast Kubišta werden ook andere Tsjechische schilders beïnvloed door het kubisme, zoals Emil Filla, Josef Čapek, Otakar Kubín , Antonín Procházka en Václav Špála, evenals industrieel ontwerpers en architecten in Praag (zie: Tsjechisch kubisme).
In 1911 bezochten enkele leden van de kunstenaarsgroepering Die Brücke, Ernst Ludwig Kirchner en Otto Mueller, Bohumil Kubišta in Praag. Nog in hetzelfde jaar sloot Kubišta zich aan bij Die Brücke. Hij nam in 1912 deel aan de internationale tentoonstelling van de Sonderbund in Keulen en de Neue Secession in Berlijn.
Kubišta nam vrijwillig dienst in het Oostenrijks-Hongaarse leger en diende voor tijdens de Eerste Wereldoorlog onder andere in Pula, Wenen, Jaroměř, Ljubljana en in Slowakije. Dit leidde tot verwijdering van zijn Praagse vrienden, die aan de andere kant stonden (de beeldhouwer Otto Gutfreund diende bijvoorbeeld in het Frans Vreemdelingenlegioen). Kubišta werd onderscheiden met de Oostenrijkse Leopoldsorde.
Bohumil Kubišta stierf in 1918 aan de gevolgen van de Spaanse griep.

## Fotogalerij

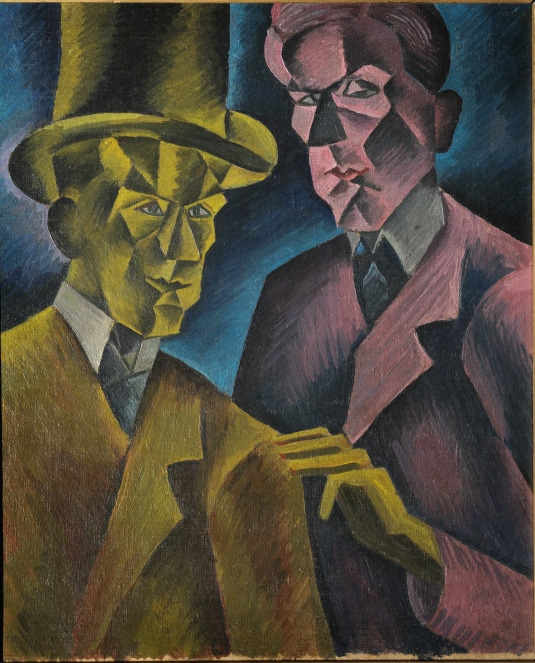
De dubbelganger (Dvojnik), 1911
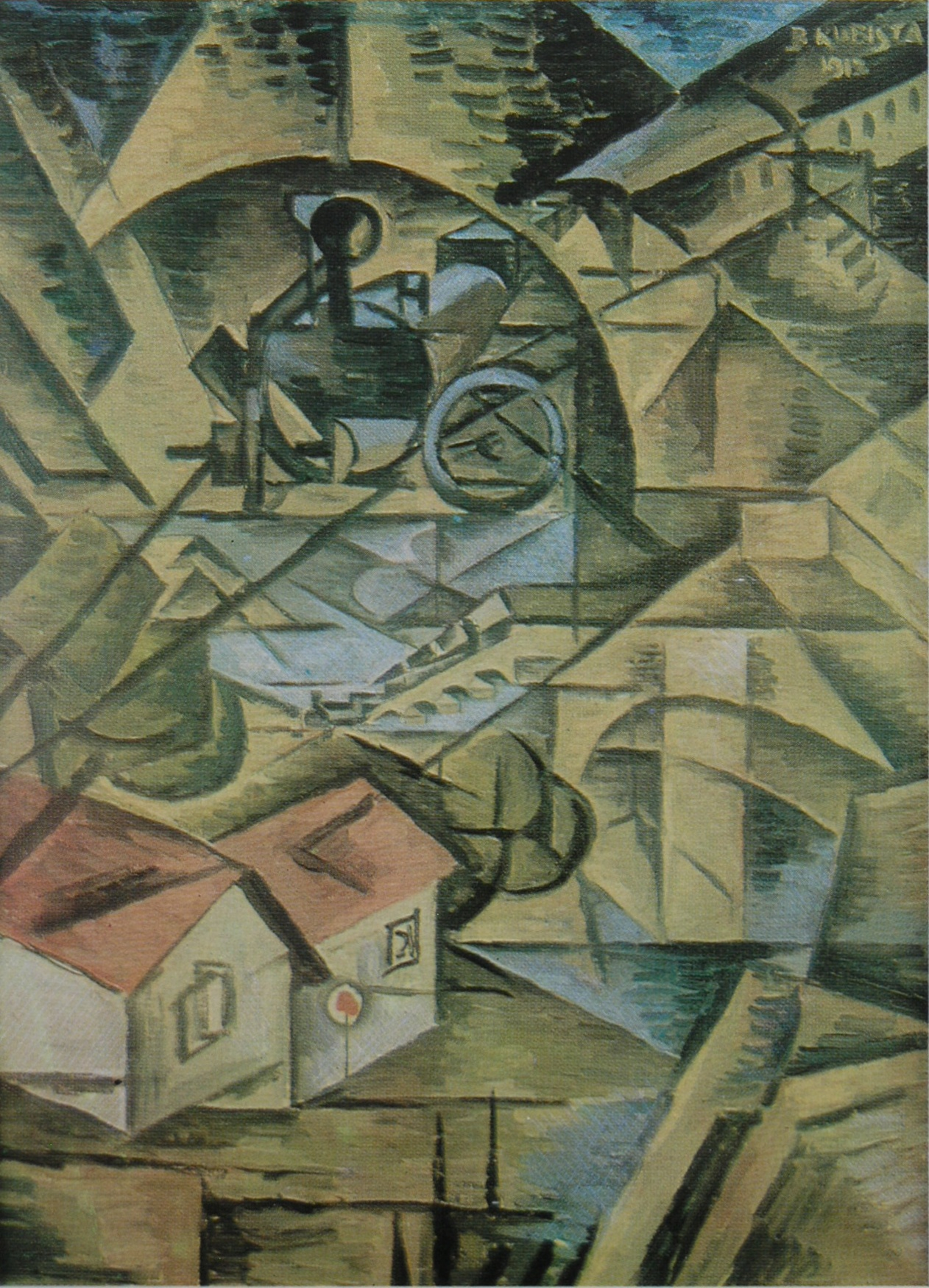
Trein in de bergen (Vlak v horách), 1912, Moravische Galerie, Brno
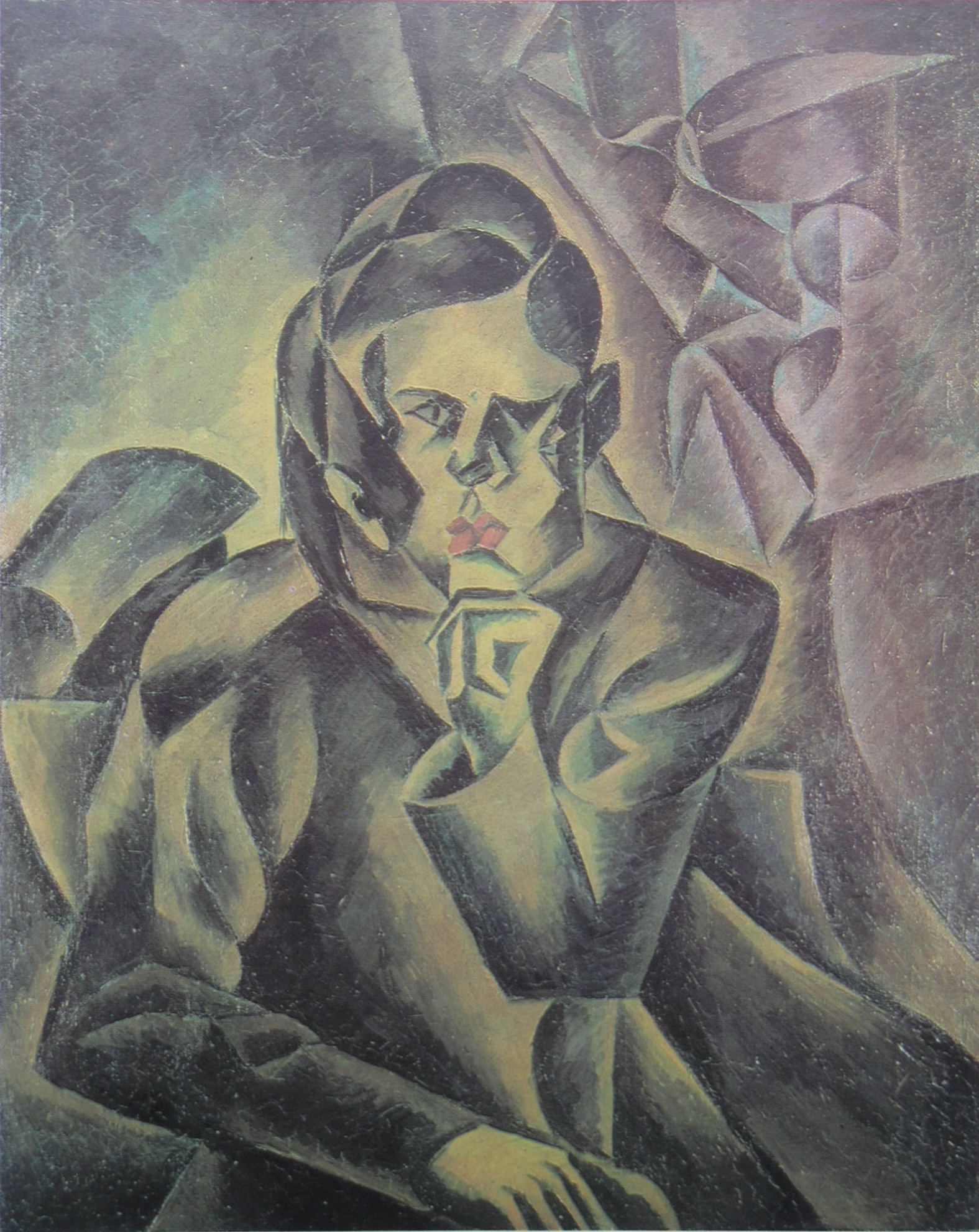
Portret van Jan Zrzavý, 1912, Kunstmuseum Olomouc
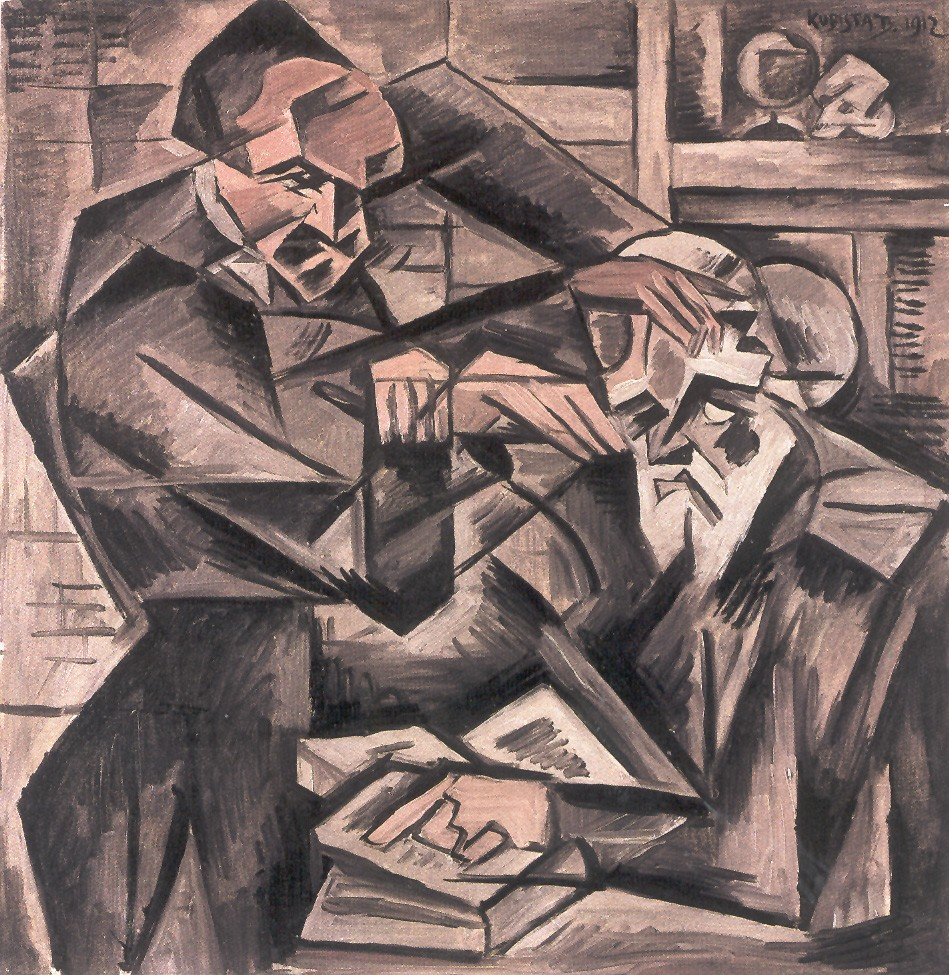
De hypnotiseur (Hypnotisér), 1912, Museum of Fine Arts, Ostrava
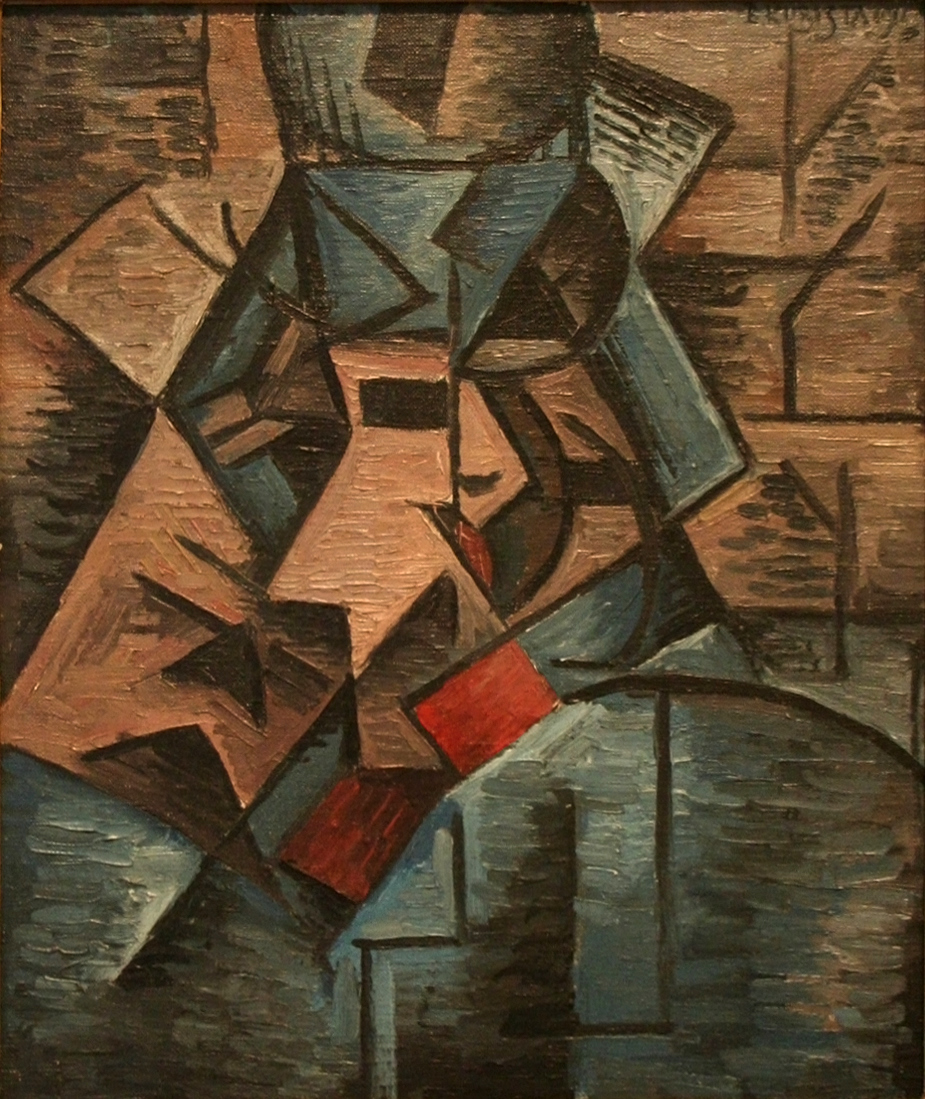
Soldaat (Voják), 1912, Národní galerie v Praze, Praag